# Vichugsky (huyện)
Huyện Vichugsky (tiếng Nga: ? райо́н) là một huyện hành chính tự quản (raion), của Tỉnh Ivanovo, Nga. Huyện có diện tích 998 kilômét vuông, dân số thời điểm ngày 1 tháng 1 năm 2000 là 24500 người. Trung tâm của huyện đóng ở Vichuga.